# ヤレヤレ峠
ヤレヤレ峠（ヤレヤレとうげ）は、徳島県海部郡海陽町と同郡牟岐町の境に位置する玉笠林道の峠である。標高280m。

## 概要
徳島県道37号牟岐海南線の牟岐町側の開通区間の終点と海陽町道を接続する位置にあり、海陽町と牟岐町を結ぶ玉笠林道にある峠で、国道193号に合流する。
ヤレヤレ峠には海部川の支流である玉笠川が流れており、伊勢田川の水源がある。

## 由来
峠名の由来は峠を越えたところに現れると云われていた化け物に炭焼が襲われ、峠まで逃げてきたときに「ヤレヤレこれで助かった」と言ったというのが始まりとされている。